# 大宇・ティコ
ティコ（Tico、朝: 티코）は、大韓民国の自動車メーカー、大宇国民車（現在の韓国GM）により製造・販売された軽自動車（キョンチャ）である。大韓民国における軽自動車規格で製造・販売された初の乗用車である。一部市場ではフィノ（Fino）の車名で販売された。

## 概要
韓国政府の国民車計画に基づき、1980年代後半に大宇造船（現在のハンファオーシャン）が日本の自動車メーカー、スズキと契約を結び、スズキ・CL11型アルトを元に開発し、1991年から慶尚南道昌原市の大宇国民車工場において生産を開始した。なお、土台となったスズキ・アルトの日本仕様車は日本における軽自動車規格から直列3気筒 657cc キャブレターが搭載されるが、ティコは輸出仕様車が搭載する直列3気筒 796cc キャブレターを搭載した。
当時のマイカーブームに乗りヒットし、ティコを端緒として韓国の軽自動車市場が拡充していった。当時、韓国政府の国民車普及促進計画による高速道路通行料50％免除のほか、税制上の優遇、片輪を歩道に乗せての駐車の容認など利点が多く、大きな人気を博した。
1994年5月には後部座席を取り外し、荷室空間としたバンも発売された。トランスミッションは3速AT、4速MT、5速MTを設定し、1997年には5速MTを元に開発された5速セミATも追加された。
1998年には後継車種のマティスが発売されたが、ティコは継続して並行生産された。なお、2000年9月をもって韓国仕様車が生産終了となり、輸出仕様車は6ヵ月後の2001年3月をもって生産終了となった。生産台数は68万台。
韓国市場のみならず、新興市場における入門車としても人気を集め、大宇の傘下にあったポーランドの自動車メーカー、FSO、ルーマニア自動車メーカー、オートモービル・クラヨーヴァ（現在のフォード・ルーマニア）、ウズベキスタンの自動車メーカー、ウズデウオート（現在のGMウズベキスタン）においても現地生産が行われた。生産終了後は中古車として多く輸出される。